# BeOS R5
BeOS R5是Be公司开发的BeOS操作系统的最终版，开发代号Maui。它在2000年3月发布，分个人版和专业版。
R5是BeOS的第四个用户版本，第六个开发者版本。与上一个版本（BeOS R4.5）相比,它的改动很小，甚至对开发者来说，它被称作BeOS R4.6。该版本改进了对POSIX的兼容性,特别是提供了对网络方面的支持。总体来说,该版本从仅支持音频的子系统向新的模块化的媒体组件发展。对于终端用户，能感受到的主要变化仅有新设计的Logo和图标。
R5首次对x86架构系统开放自由免费下载，这意味着该版本可以安装在终端用户的硬盘上，而先前的版本仅提供免费的LiveCD的下载，而并不能安装在基于x86架构的电脑上。同时R5也被设计为支持PowerPC架构的最后一个版本，包括该公司自有的BeBOX，亦被设计为该架构。根据Be公司的企划，BeOS R5是当时市场上第一个包含合法的MP3编码及解码软件的操作系统。

## 版本

### 个人版

在Windows下安装BeOS R5个人版

常见的个人版下载下来有48MB。该版本不包含开发者工具〔尽管之后可以独立下载〕、MP3和Indeo解码器、以及RealPlayer。可以在拥有500MB空闲空间的Windows或Linux中安装，可在Windows 9x和DOS中启动，亦可使用软盘启动。一旦启动，它就可以被安装在硬盘分区上，即可安装Be Bootloader来实现多系统启动。Be Bootloader仅使用硬盘上的MBR信息，故当BeOS从硬盘上被删除后亦可正常工作。

### 专业版
商业版仅供商用，而且此版本仅有偿提供给开发者。以下是当时地域性的分发商。
| 地区 | 分发商         |
| ---- | -------------- |
| 美国 | Gobe Software  |
| 欧洲 | Apacabar，Koch |
| 亚洲 | 日立制作所     |

以上分发商对其出售的BeOS享有本地化和包装的权利，所以不同的分发商所销售的版本可能有所不同。应该特别指出的是，Gobe Software所销售的版本附带商用打印机的驱动程序，Apacabar销售的版本有法语的帮助文件。
专业版CD有ISO9660/HFS混合分区。分区中包含文档，基于GPL协议释出的源代码，个人版安装程序，Windows版PartitionMagic，以及为Mac OS版本准备的PowerPC的电脑的启动代码。这其中还包含两个BFS分区，分别适用于x86架构和PowerPC架构。x86架构可以直接从CD启动。
除了拥有个人版的全部功能，专业版还包含全套开发者工具（包括OEM版本的CodeWarrior，RealPlayer G2，Fraunhofer MP3编码器，并且支持Indeo Real Time编码器及Realplayer编码、解码器），同时不同的分发商可能还会提供更多的软件，不过总是包含一些多媒体文件的小样。这些小样包括有Be公司员工作曲的音乐（“5038”和“virtual (void)”），以及一个关于BeOS公司员工在门洛帕克总部的屋顶上推下计算机显示器的视频。

## 更新
在2000年，Be公司释出了三个更新包。

### R5.01
R5.01〔7.5MB〕主要是一个针对专业版稳定性的升级，包括驱动程序中的死锁，以及严重的服务错误。然而，网络中仍加入了额外的POSIX支持，虽然在疏忽下，这个更新没有包含新版本的头文件以支持新特性。这个问题仅在晚些时候得以解决。

### R5.02
R5.02〔大小不明〕（个人版中该补丁被称作R5.01）包含了所有R5.01的更新，主要增加了系统和驱动程序的稳定性。

### R5.03
R5.03（256KB）仅为安全更新，修复了一个ftpd程序在远程访问时出现的bug。为了修复这些问题，该更新修改了C标准函数库，这就意味着GNU C函式库也被更新，同时也增加了POSIX的稳定性。

## 后续操作系统
紧随着BeIA的失败，Be公司关于因特网电器的投资随着歇业而告终。一个开发代号为Dano的泄露版在网络中传播，该版本增加了许多新功能，且版本号被标为BeOS R5.1.0。
另一个泄露的更新完美地解决了POSIX的支持，开发代号为BONE。该官方Alpha版更新给BeOS R5带来了更高的稳定性，并开发了底层程序。BONE Alpha 7更新器将BeOS的系统版本升至R5.04。
ZETA则是一个基于Dano的底层代码的新操作系统，并被一些BeOS使用者认为是R5的后继版本。然而在RC阶段，由于一些长期被困扰的问题使其测试者转而继续使用R5，在某些情况下，指望Haiku成为BeOS的后继者。